# Genera Solanacearum
Genera Solanacearum (abreviado Gen. Solanacearum) es un libro con ilustraciones y descripciones botánicas que fue escrito por el botánico argentino Armando Theodoro Hunziker y publicado en  Koenigstein en el año 2001 con el nombre de Genera Solanacearum: The Genera of Solanaceae Illustrated, Arranged According to a New System.